# أميديو نازارى
أميديو نازارى (بالإيطالية: Amedeo Nazzari)‏ هو كاتب سيناريو وممثل إيطالي، ولد في 10 ديسمبر 1907 بكالياري في إيطاليا، وتوفي في 6 نوفمبر 1979 بروما في إيطاليا.

## أعمال

### أفلام
- (1947) ابنة الضابط
- (1957) ليالي كابيريا

## وصلات خارجية
- أميديو نازارى على موقع IMDb (الإنجليزية)
- أميديو نازارى على موقع روتن توميتوز (الإنجليزية)
- أميديو نازارى على موقع ألو سيني (الفرنسية)
- أميديو نازارى على موقع أول موفي (الإنجليزية)
- أميديو نازارى على موقع قاعدة بيانات الأفلام السويدية (السويدية)
- أميديو نازارى على موقع ديسكوغز (الإنجليزية)
- أميديو نازارى على موقع قاعدة بيانات الفيلم (الإنجليزية)
- أميديو نازارى على موقع كينوبويسك (الروسية)